# Maackia taiwanensis
Maackia taiwanensis är en ärtväxtart som beskrevs av H.Hoshi och Hiroyoshi Ohashi. Maackia taiwanensis ingår i släktet Maackia och familjen ärtväxter. Inga underarter finns listade i Catalogue of Life.